# C+ 탐정
C+ 탐정(C+ 偵探: The Detective)은 홍콩에서 제작된 옥사이드 팽 천 감독의 2007년 드라마, 스릴러 영화이다. 곽부성 등이 주연으로 출연하였고 대니 팽 등이 제작에 참여하였다.

## 출연

### 주연
- 곽부성

### 조연
- 곡조림
- 여요상
- 유조명
- 요계지
- 상천아
- 성규안
- 황덕빈